# Goo-Sekgweng
Goo-Sekgweng è un villaggio del Botswana situato nel distretto Centrale, sottodistretto di Serowe Palapye. Il villaggio, secondo il censimento del 2011, conta 563 abitanti.

## Località
Nel territorio del villaggio sono presenti le seguenti 4 località:
- Dinonyaneng,
- Dithateng di 12 abitanti,
- Goo-Sekgweng Vet Gate di 2 abitanti,
- Raetshoma di 7 abitanti